# Epigynopteryx fulvitincta
Epigynopteryx fulvitincta là một loài bướm đêm trong họ Geometridae.